# Profoxydim
Profoxydim ist ein Gemisch mehrerer isomerer chemischen Verbindungen aus der Gruppe der Cyclohexenoxime. Profoxydim wurde 1998 von BASF eingeführt.

## Eigenschaften
Profoxydim ist eine farb- und geruchlose Flüssigkeit. Sie ist stabil gegenüber Hydrolyse und Photolyse, wandelt sich aber abhängig vom pH-Wert durch Oxidation in Sulfoxide um (DT50-Wert zwischen 30 und 300 Tagen).

### Stereochemie
Das Profoxydim-Molekül weist mehrere Stereozentren auf: So sind die Kohlenstoffatome C-2 (in der Isopropylgruppe) und C-5 (Verknüpfungsatom des Tetrahydrothiopyranrests) asymmetrisch substituiert und daher chiral; an der Oxim-Gruppierung kann zudem (EZ)-Isomerie auftreten. Im Cyclohexanon-Ring liegt eine Enol-Gruppierung vor, die Keto-Enol-Tautomerie ermöglicht. Die Isomere werden in der Regel als Gemisch eingesetzt.

## Wirkung
Der Wirkstoff hemmt die Acetyl-CoA-Carboxylase in der Fettsäure-Biosynthese.

## Verwendung
Profoxydim wird als systemisches Herbizid im Reisanbau verwendet.

## Zulassung
In einigen Staaten der EU sind Pflanzenschutzmittel mit diesem Wirkstoff zugelassen, nicht jedoch in Deutschland, Österreich oder der Schweiz.